# Inken Sommer

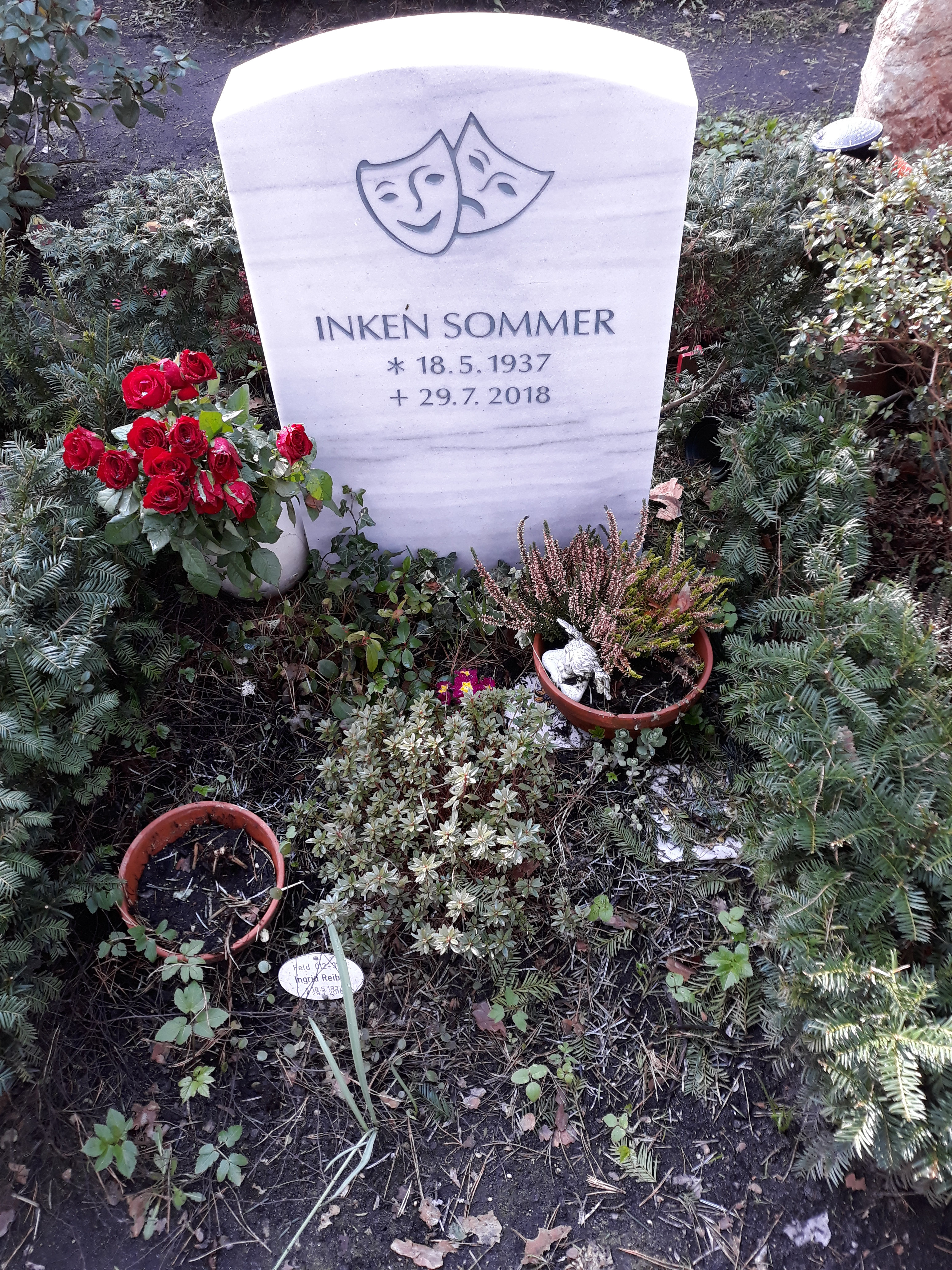
Das Grab von Inken Sommer auf dem Waldfriedhof Dahlem

Inken Sommer (* 18. Mai 1937 in Berlin; † 29. Juli 2018 ebenda) war eine deutsche Schauspielerin, Hörspiel- und Synchronsprecherin sowie Drehbuchautorin.

## Karriere
Als Schauspielerin wirkte Sommer in Krimiserien wie Tatort, Der Alte, Sonderdezernat K1 und Der kleine Doktor mit. In dem TV-Film Mein Onkel Benjamin spielte sie 1973 eine Hauptrolle als Manette.
Einem breiten Publikum war Inken Sommer vor allem durch ihre Stimme bekannt. Seit 1972 lieh sie diese als Synchronsprecherin international bekannten Schauspielkolleginnen wie Catherine Deneuve (Das passiert immer nur den anderen), Angie Dickinson (Tote kriegen keine Post), Barbara Eden (Dallas), Linda Evans (Lawinenexpress) und Mary Tyler Moore (Je reicher, desto ärmer). Außerdem sprach sie auch Klein Bibo in der Sesamstraße, Lwaxana Troi in Star Trek: Deep Space Nine und Zeichentrickfiguren wie Gundel Gaukeley (DuckTales – Neues aus Entenhausen) und Eichhörnchen Slappy (Animaniacs).
Als Hörspielsprecherin wirkte sie u. a. bei Geschichten um Bibi Blocksberg (Oma Grete), als Coco Zamis in der Dämonenkiller-Serie, in verschiedenen Folgen des Gruselkabinetts oder als Nessaja bei Tabaluga mit.
Im Juli 2018 starb Inken Sommer im Alter von 81 Jahren, sie wurde auf dem Waldfriedhof Dahlem in einer Urne beigesetzt.

## Filmografie (Auswahl)

### Schauspielerin
- 1963: Feuerwerk
- 1967: Paarungen
- 1967: Großer Mann was nun? (Fernsehserie)
- 1968: Komm nur, mein liebstes Vögelein
- 1968: Engelchen macht weiter – hoppe, hoppe Reiter
- 1969: Polizeifunk ruft – Der Modellfall (Krimiserie)
- 1970: Das gelbe Haus am Pinnasberg
- 1970: Solche Stunden vertragen Glas
- 1972: Viola und Sebastian
- 1972: Tatort – Kressin und der Mann mit dem gelben Koffer
- 1972: Sonderdezernat K1 – Vorsicht Schutzengel
- 1973: … aber Jonny!
- 1973: Mein Onkel Benjamin – Fernsehfilm
- 1973: Der Lord von Barmbeck (auch am Drehbuch beteiligt)
- 1974: Der kleine Doktor – Die Notbremse (Krimiserie)
- 1978: Kommissariat 9 – Auf einen guten Mokka (Krimiserie)
- 1979: Phantasten
- 1989: Eine unheimliche Karriere
- 1990: Der Alte – Der leise Tod (Krimiserie)

### Synchronsprecherin (Auswahl)
Fionnula Flanagan
- 1990: Die Straßen von San Francisco (Fernsehserie) als Ellen Simms
- 1992: Mord ist ihr Hobby (Fernsehserie) als Freida Schmidt
- 1995: Mord ist ihr Hobby (Fernsehserie) als Eileen O’Bannon
- 2006: Nip/Tuck – Schönheit hat ihren Preis (Fernsehserie) als Schwester Rita-Claire
- 2011: The Guard – Ein Ire sieht schwarz als Eileen Boyle

Carole Cook
- 1975: Starsky und Hutch (Fernsehserie) als Scorchy
- 1988/1989: Cagney & Lacey (Fernsehserie) als Donna LaMarr
- 1990: Drei Engel für Charlie (Fernsehserie) als Hildy Slater
- 2009: Grey’s Anatomy (Fernsehserie) als Sophie Larson

Holland Taylor
- 1987: Eine Liebe in Hollywood als Ernestine King (1. Fernseh-Synchronisation 1996)
- 1995: To Die For als Carol Stone
- 2001: Natürlich blond als Professor Stromwell

Shera Danese
- 1979: Starsky und Hutch (Fernsehserie) als Judy Coppet
- 1984: Serpico (Fernsehserie) als Jan

#### Filme
- 1955: Für Frieda Inescort in Goldenes Feuer als Mrs. Lawrence (Synchronisation 1993)
- 1968: Für Zsuzska Palos in Das Mädchen als Mari
- 1976: Für Francine York in Die Flut bricht los als Daisy Kempel
- 1978: Für Lois Chiles in Coma als Nancy Greenly
- 1978: Für Linda Evans in Lawinenexpress als Elsa Lang
- 1980: Für Sylva Koscina in Vier Asse hauen auf die Pauke als Zaira
- 1981: Für Teri Tordai in Mephisto als Laura

#### Serien
- 1971: Für Jill Ireland in Mannix als Ellen Kovak
- 1984: Für Anne Francis in Trio mit vier Fäusten als Mama Jo
- 1984: Für Antoinette Bower in Hart aber herzlich als Maris Thorne
- 1985: Für Jane Merrow in Magnum als Vivian Brock Jones
- 1985: Für Cyd Charisse in Love Boat als Eve Mills
- 1985: Für Tricia O’Neil in Ein Colt für alle Fälle als Eve Peterson
- 1986: Für Britt Ekland in Ein Colt für alle Fälle als Britt Ekland
- 1986: Für Vera Miles in Love Boat als Grace Halsinger
- 1986: Für Zsa Zsa Gabor in Love Boat als Annette Marquez
- 1987: Für Polly Bergen in Love Boat als Dana Pearce
- 1988: Für Raffaella Carra in Tennisschläger und Kanonen als Sophia
- 1991: Für Barbara Eden in Dallas als Lee Ann De La Vega
- 1991: Für Julie Newmar in Hart aber herzlich als Eve
- 1992: Für Thelma Houston in Cagney & Lacey als Ellie Hendricks
- 1995: Für Jane Merrow in Hart aber herzlich als Margaret Chumley
- 1996: Für Jessica Walter in Magnum als Joan Fulton
- 1996: Für Beverly Garland in Friends als Tante Iris
- 1997: Für Tricia O’Neil in Matlock als Carol Davis
- 1999: Für Sally Kellerman in Diagnose: Mord als Adele Botsford
- 2010: Für Lois Smith in Desperate Housewives als Allison Scavo

## Hörspiele
- 1983: Folge 14 Bibi Blocksberg in Amerika (als Mrs. Allen)
- 1985: Folge 30 Bibi Blocksberg in der Ritterzeit (als Königin)
- 2005: Benjamin Blümchen als Apotheker (als Frau Höflinger)
- 2005–2019: Folge 82–127 Bibi Blocksberg (als Oma Grete)
- 2009: Folge 134 Die drei ??? Der Tote Mönch (als Christine)
- 2009: Folge 163 TKKG Die Makler-Mafia (als Kiki von Manteufel)